# ダイネーゼ
ダイネーゼ（Dainese S.p.a. ）は、イタリアヴェネト州ヴィチェンツァ県モルヴェーナに本社を置く、モーターサイクル、自転車、スキー、スノーボード、乗馬向けのプロテクターやライディングウェアを手がけるメーカーである。近年ではNASAと宇宙服の共同開発等も行っている。

## 沿革
1972年設立。最初に手がけた製品はモトクロス用のレザーパンツであった。
設立後まもなくロードバイク向けのレザー製品の開発をはじめ、4年後の1976年にはジャコモ・アゴスチーニのオフィシャルスポンサーにもなっている。
世界で初めてモーターサイクル用プロテクターを開発したメーカーであり、1981年にフレディ・スペンサーにより、キャラミ・グラン・プリ・サーキットでバックプロテクターのテストが行われている。またそれと同時期には、初めてのニースライダーを発表。当時はプラスチック製の突起物が、ヤマアラシの刺のように多数突き出ている仕様であった。
1980年代後半には、モーターサイクル向けのブーツの開発・製造を開始。整流効果や背中のプロテクションを目的としたレザースーツのハンプが開発されたのもこの頃である。
1993年になると、後にD-Tecと呼ばれる「Dainese Safety Program」を設立。ダイネーゼにおける人間工学研究の基礎となったこの機関には、医者や技術者等の専門家が集まり、革製品だけではなく、ヘルメットやグローブ、ブーツ等、モーターサイクルにかかわる全ての製品の研究・開発が行われるようになった。
1994年にはイタリアのスキーチーム「Valaga Azzurra」がダイネーゼ製のバックプロテクターを使用して世界大会に出場。この頃からスキーの分野でもダイネーゼのプロテクターが使われ始めた。
1990年代後半に入ると、レザースーツの裾とブーツを連結させるブーツインシステムや、レザースーツの左右に開閉ファスナーを付けたV型のダブルジッパータイプが市販化された。尚、これらはダイネーゼの特許となっている。
2000年からはD-Airプロジェクトを始動。モーターサイクル向けのエアバッグ開発を始める。これは現在に至るまで続けられており、2006年に初めて実地テストに成功して以来、現在ではMotoGPでも採用されている。
2002年には第4世代となるバックプロテクター「Wave」を発表。この原型はニューヨーク近代美術館にも展示されていた。
日本への本格的な進出は2004年から始まり、東京都世田谷区にダイネーゼ専門店としての第一号店をオープンする(2010年に中野区に移転)。
2011年、モーターサイクル、自転車、スキー、スノーボードに続き、新たに乗馬向けのプロテクター開発のプロジェクトを発表する。

## ロゴマーク
ダイネーゼのロゴマークは「デビルマーク」と呼ばれ、悪魔をモチーフにしている。これは設立した1970年という時代が、既得権益層に対する反発を生んでいた時期であった事に由来する。当時の若者の怒りを象徴するものとして、悪魔がロゴマークに選ばれた。

## D-Air プロジェクト
2000年から本格的に研究が始まったモーターサイクル向けエアバッグ開発プロジェクト。大量の転倒データを元に、転倒時の傾向を瞬時に察知して起爆する傾斜センサー、および走行速度の急な低下(正面衝突等)を察知する加速度センサーを用いたコードレスタイプを開発している。また内蔵式のため、外部で膨らむのではなく、レザースーツ内部で膨らむ点も特徴とされる。

## 主なユーザー（過去に使用した人も含む）

### マウンテンバイク
- フィリップ・ペラキス
- 青木卓也

### スキー・スノーボード
- アクセル・ルンド・スヴィンダル
- ジョルジョ・ロッカ

### 二輪車レース
- ディター・ブラウン
- ジャコモ・アゴスチーニ
- バリー・シーン
- ケニー・ロバーツ
- マルコ・ルッキネリ
- フランコ・ウンチーニ
- フレディ・スペンサー
- エディ・ローソン
- ケビン・シュワンツ
- 八代俊二
- 加藤大治郎　99年のみ使用
- マックス・ビアッジ
- カール・フォガティ
- トロイ・ベイリス
- ホルヘ・ロレンソ
- ニッキー・ヘイデン
- バレンティーノ・ロッシ
- ダニ・ペドロサ
- アンドレア・イアンノーネ
- ジャック・ミラー
- ポル・エスパルガロ